# 果敢 (二胡演奏家)
果敢（1968年11月15日—），中國大陸二胡演奏家、作曲家、打击乐演奏家。2016获颁法国文学与艺术骑士勋章，是首位获得该奖项的中国民族音乐家和二胡演奏家。
果敢出生在中国辽宁省沈阳市，自幼随父亲果俊明学习二胡。1991年从沈阳音乐学院毕业。2000年，赴法国留学。他在全球100多个国家演出3000多场，出版唱片90多张，先后为《功夫熊猫3》、《新少林寺》等40多部电影配乐。

## 活動
- 2007年11月，与父亲果俊明在巴黎举办音乐会。[5]
- 2009年10月27日，与郎朗在纽约卡内基音乐厅音乐会。[6]
- 2011年9月24日，在法国巴黎中国驻法大使馆与郎朗举办国庆62周年音乐会。[7]
- 2014年3月25日，在纽约卡内基音乐厅举办个人独奏音乐会。[8]
- 2014年9月18日，在巴黎玛德莲娜大教堂举办庆祝中法建交50周年音乐会。[9]，接受法国国际广播电台专访。[10]
- 2015年9月28日，在哈尔滨与法国大提琴演奏家阿德里安·弗拉斯松贝舉辦音乐会。[11]
- 2016年11月1-3日，与古筝演奏家邹伦伦在日本东京和横滨音乐会。[12]
- 2017年4月28日，在香港舉行音乐会。[13]
- 2018年5月27日，在加拿大卡尔加里与袁嘉颐《当熊猫遇上二胡》音乐会。[14]
- 2019年2月16日，在维也纳金色大厅《中欧之夜》音乐会上演奏。[15]
- 2019年9月25日，在加拿大温哥华与钢琴家宦一铭音乐会。[16]
- 2019年9月23日，在加拿大卡尔加里 Jack Singer Hall 国庆70周年音乐会.
- 2019年11月9日，在香港与Park Stickney爵士舉辦即兴音乐会。[17][18]
- 2020年11月21日，在北京法国驻华大使馆第12届傅雷翻译奖颁奖典礼上演奏。[19]

## 外部連結
- 果敢的新浪微博